# Psicoanimazione
(Angelina Linda Zammataro, A scuola con il mondo, 2010)
La psicoanimazione è un metodo di insegnamento e, in modo più ampio, di formazione dell'essere umano. Si colloca all'interno della psicologia umanistica.
La psicoanimazione è stata creata, sperimentata e attuata da Angelina Linda Zammataro (conosciuta anche come Linda Fusco o Linda Angela Fusco) tra la fine degli anni Cinquanta e la fine degli anni Ottanta del Novecento, nella scuola italiana, in particolare nella scuola elementare Giovanni Cagliero di Roma.
La psicoanimazione ha come fondamento l'interdisciplinarità delle scienze umanistiche e sociali, con particolare riguardo alla psicologia che, mediante la conoscenza della psiche infantile, rappresenta il principio teorico-pratico di questa nuova metodologia. Posta alla base del sapere pedagogico, la psicologia, illuminata dalla filosofia, terzo pilastro di questo processo formativo, guida l'azione educativa verso la “realizzazione del sé”. Dunque, non solo una pedagogia per il bambino, ma una paideia per l'uomo.
La particolarità della psicoanimazione risiede sia nella capacità di proporre una concreta prassi pedagogica, innovativa nel suo fondamento teorico − la psicologia a base della pedagogia e illuminata dalla filosofia −  sia nella formulazione e realizzazione di modelli d'intervento sul territorio, concernenti le più rilevanti questioni sociali. Ai fondamenti teorici si affiancano dunque i vari piani sperimentali nei quali la metodologia si declina per diventare ricerca applicata, concreta azione formativa, attraverso modelli di intervento ripetibili. 

Il lavoro di Linda Zammataro nel teatro didattico, assieme agli alunni e ai loro genitori

## Come nasce la psicoanimazione
Il contesto storico-sociale nel quale nasce la psicoanimazione è il dirompente moto di reazione e di rinnovamento culturale vissuto dall'Istituzione scolastica dalla fine degli anni Sessanta, nel momento in cui quest'ultima si apriva alle destabilizzanti esperienze dell' “Animazione” che, travalicando i “confini” del teatro, entrava nella scuola per ridisegnare la funzione della didattica e dei rapporti docente-discente-famiglia-società. In questo arco temporale, fino al 1988, si compie la sperimentazione del nuovo metodo di Linda Zammataro da lei denominato appunto psicoanimazione, poiché fondato sulla conoscenza della psiche infantile. Ciò vuol dire, per un verso, superare l'Animazione quale iniziale impulso alla creatività e al ripensamento dei ruoli, arrivando così a definire un vero e proprio metodo di lavoro e, per altro verso, significa conferire all'Animazione stessa un fondamento scientifico: la psicologia che, posta alla base dell'insegnamento, implica una necessaria conoscenza delle fasi evolutive del fanciullo, secondo una prospettiva da condividere, per quanto possibile, con i genitori, e in modo più ampio con la famiglia.
La psicoanimazione è il senso di un'azione educativa che non si cala dall'alto, rendendo il bambino un mero esecutore o ricettore del sapere; essa pone al centro la psiche dell'alunno e il suo comportamento in situazione, orientando in direzione interdisciplinare il procedere del docente-psicoanimatore. 

Gli alunni di Linda Zammataro mentre lavorano a una mostra.

Da un punto di vista teorico, il metodo della psicoanimazione è caratterizzato da una molteplicità di concetti-chiave: 

• Rovesciamento del ruolo dello studente da ripetitore passivo a ricercatore e interprete della realtà, costruttore attivo del sapere.

• Pariteticità insegnante/alunno, non come riduzione della capacità del docente di essere guida, bensì come condizione di un educatore che, attraverso l'atto pedagogico, recupera l'apertura alla sua stessa evoluzione intellettuale, culturale e umana.

• Costruzione del pensare e dell'agire collettivo che, alla crescita individuale, unisce la presenza degli altri, secondo la forma collaborativa e democratica del gruppo, considerato «forza propulsiva» dell'azione di apprendimento.

• Interazione tra scuola e territorio, tra scuola e società, elemento fondamentale per la ridefinizione dell'Istituzione scolastica.

• Formazione e aggiornamento permanente del corpo docente.

• Presenza dei genitori nella vita scolastica, sia per permettere al docente-animatore di comprendere in modo più articolato l'ambiente famigliare del fanciullo, sia per far crescere il livello di formazione e di consapevolezza della famiglia stessa ed evitare così che si generi un divario tra il bambino che cresce secondo un nuovo modello educativo e la famiglia che rimane ancorata a schemi tradizionali.

• Superamento della discriminazione sociale per l'integrazione del «diverso» (nomadi, diversamente abili, etc.), a partire dallo scardinamento culturale dei pregiudizi che impediscono l'incontro, la reciproca conoscenza.

• Rilettura critica dell'apparato normativo che regola l'Istituzione scolastica nel suo insieme.
Da un punto di vista pratico, la psicoanimazione è scandita da cinque fasi fondamentali: 1) raccolta di dati e materiali; 2) elaborazione critica del materiale raccolto; 3) produzione di esperienze concrete; 4) presentazione e circuitazione dei prodotti; 5) feedback.
Dal 2012 risulta attiva a Roma l'Associazione Culturale Belovodia, che si propone di divulgare e di sviluppare il metodo della psicoanimazione. Nel suo Statuto si legge: L'Associazione crede nel valore della cultura, in tutte le sue forme espressive, pone alla base del sapere e dell'agire umano la filosofia e considera la scuola il centro vitale per la costruzione di una società di uomini liberi.
L'Associazione riconosce nella psicoanimazione – il metodo psico-pedagogico ideato e sperimentato da Angelina Linda Zammataro – la strada ottimale per operare il rinnovamento della scuola in tal senso, come istituzione e come prassi educativa; una scuola che sia luogo di produzione culturale all'interno del territorio, e che per il  ‘prestigio e la sua autorità di istituzione educativa possa coinvolgere le famiglie degli alunni e gli stessi cittadini’. 
Si propone, quindi, finalità rivolte alla ricerca, alla consulenza e ai servizi nel campo della cultura e della formazione; si prefigge di sensibilizzare all'approccio culturale e didattico centrato sulla psicoanimazione: gli insegnanti,  i dirigenti scolastici della scuola statale e non statale, pubblica e privata, di ogni ordine e grado, nonché famiglie, professionisti, operatori e cittadini che credono nell'importanza della formazione professionale e umana dell'individuo.

## La psicoanimazione. Brani tratti dal volumeA scuola con il mondo

### Fasi della prassi metodologica
La metodologia della psicoanimazione è di natura interdisciplinare. Infatti, utilizzando la complessa trama dei linguaggi per la comunicazione e l'integrazione sociale, dal mimico-gestuale al grafico, dal verbale allo scritto, dal sonoro ai moderni linguaggi della fotografia e del filmato, l'attività psicoanimata si snoda attraverso le seguenti fasi:
1) raccolta di dati e materiali intorno a un tema per approfondirne la conoscenza;
2) elaborazione critica del materiale raccolto, come modo del fare insieme, del produrre individuale e di gruppo;
3) produzione di esperienze materiali, quale risultato del lavoro svolto;
4) presentazione e distribuzione dei prodotti individuali e collettivi;
5) feedback, quale verifica e arricchimento dell'esperienza, base per una nuova ricerca. Dunque, ripetizione del processo di attività psicoanimatoria.

### Il ruolo dello psicoanimatore
Tra gli psicoanimatori figurano psicologi, insegnanti, medici, operatori culturali.
Lo psicoanimatore è colui che, insieme agli altri, costruisce il proprio modo di essere al mondo.
Per un verso, egli potenzia la scoperta di ciò che è dentro di lui, arricchendo continuamente la conoscenza di sé e la consapevolezza delle proprie esigenze, capacità e interessi; per altro verso, avendo acquisito la conoscenza e gli strumenti essenziali alla funzione dello psicoanimatore, egli si pone come ponte, come possibilità di scelta fra le necessità, anche non espresse, degli individui e dei gruppi, ai quali offre strumenti di partecipazione e di trasformazione.

### Gli obiettivi del lavoro di psicoanimazione
Per introdurre gli obiettivi legati al lavoro della psicoanimazione è necessario sottolineare che uno degli aspetti che distingue maggiormente l'uomo dall'animale, com'è noto, è la straordinaria capacità di immaginare, cioè di associare memorie, per creare costruzioni mentali: idee, progetti, pensieri, fantasie, invenzioni.
Alla luce di questa considerazione, gli obiettivi puntano a:
• comunicazione e confronto delle esperienze, in vista della socializzazione della partecipazione alla «creazione della cultura»;
• miglioramento e sviluppo delle capacità critiche e creative del soggetto, del gruppo, della collettività;
• coscienza individuale e collettiva; conoscenza e utilizzo dell'interdisciplinarità nel lavoro critico-creativo,  livello individuale e collettivo (uso interdisciplinare di tutti i linguaggi per la comunicazione e l'integrazione sociale);
• rapporto equilibrato tra libera espressione creativa (fantasia, invenzione, creatività) e attività di formalizzazione (scrittura, quantificazione, organizzazione dei dati);
• ricerca di forme «nuove» e «altre» della creatività, individuale e collettiva;
• nuova produzione creativa.

### Le tecniche della psicoanimazione
Tutte le tecniche della psicoanimazione sono tese a sviluppare le capacità critiche e creative del soggetto e dei componenti di un gruppo di lavoro, oltre che a lasciare le tracce (registrate, grafiche, fotografiche, filmiche, sonore) delle attività svolte, sia a livello individuale sia a livello collettivo.
Esse si possono articolare su tre livelli:
PRIMO LIVELLO (Pre-rappresentativo): Sensomotorio e psicomotorio.
Comprende: il gioco, il giocodramma, il rumore, il suono, il ritmo, la musica, il gesto, la danza, l'azione mimica, il gioco psicofisico, la pantomima, la forma che informa.
SECONDO LIVELLO (Rappresentativo): Pittorico, plastico, figurativo, filmico, fotografico.
Comprende: l'uso del colore, le maschere, i murales, la pittura, i manifesti, gli scenari, i collage, la trasformazione di materiali per ottenere oggetti d'uso, la trasformazione di materiali per ottenere simboli, le immagini, la fotografia, il filmato, l'album.
TERZO LIVELLO (Simbolico): Simbolico verbale.
Comprende: l'ansiodramma, la narrativa di gruppo, la gabbia, la spettacolazione, il teatro didattico, la drammatizzazione, la memoria collettiva, la libera poesia, il canto libero, il dialogo e tutti i linguaggi non verbali, usati come se fossero una lingua.

## Filmografia
- Il sasso nello stagno, M. Cadringher, 1974.
- Al margine, G. Serra, 1978.
- Essere zingari al Mandrione, G. Serra, 1978.